# Хатажаев, Малик Атхамович
Малик Атхамович Хатажаев (род. 1963) — российский предприниматель, экс-владелец компании Lesta Studio, лауреат Премии РБК Петербург 2019 в номинации «Менеджер».

## Биография
Родился 2 октября 1963 года в Северной группе войск в семье лейтенанта ВДВ в городе Легница, Польша.
Окончил Ленинградское высшее инженерное морское училище им. С. О. Макарова по специальности «Инженер-электромеханик судового энергооборудования и автоматики», там же получил военную специальность «Командир БЧ-3 (минно-торпедной боевой части) дизель-электрических ПЛ проекта 641Б».
Работал инженером-электромехаником на научно-экспедиционных судах, включая «Михаил Сомов» и «Академик Фёдоров», участвовал в четырёх советских антарктических экспедициях.
Летом 1991 года с двумя единомышленниками основал компанию «Леста», которая занялась созданием графики и спецэффектов для кино, а позже — разработкой компьютерных игр. Под руководством Малика Хатажаева компания «Леста» с 1991 по 2002 год занималась производством компьютерной графики и спецэффектов для кино и телевидения.
В 2000 году принял решение о запуске собственной разработки компьютерных игр. Первым масштабным проектом стала «Антанта», законченная летом 2001 года и опубликованная компанией «Бука» осенью 2003 года.
В 2011 году заключил с Wargaming Group ltd договор о совместной разработке ММО World of Warships.
В 2015 году создал бесплатную образовательную платформу Wargaming Academy на базе Lesta Studio. Обучение в Wargaming Academy охватывает все этапы и направления разработки игр: от создания прототипа до продвижения уже готового продукта. Учебный курс длится с ноября по июнь. Занятия проходят два раза в неделю в формате лекций, семинаров, мастер-классов и хакатонов, все форматы подразумевают непосредственное общение с экспертами. Студенты — это учащиеся профильных ВУЗов (программисты, художники, геймдизайнеры. В роли преподавателей, кураторов и экспертного жюри, которое оценивает дипломные работы в конце учебного года, выступают сотрудники студии. Все выпускники академии награждаются дипломами, авторы лучшего проекта получают особые награды. Конкурс на поступление в Wargaming Academy составляет 4-5 человек на место.

10 декабря 2019 года стал лауреатом Премии РБК Петербург 2019 в номинации «Менеджер» за «успешный синтез истории, математики и коммерции, приведший к росту выручки».
Оборот петербургской студии компьютерных игр «Леста», входящей в структуру белорусской Wargaming, в 2018 году превысил 1 млрд руб. Минувший год стал самым успешным для компании — большую часть полученных средств принесла онлайн-игра «Мир Кораблей» — World of Warships (WOWS). За первое полугодие 2019 года компания заработала более 90 млн долл. World of Warships регулярно занимает первую строчку по показателю ARPU (доход на активного игрока). По выручке World of Warships занимает 13 место в мировом рейтинге многопользовательских бесплатных игр Super Data.
 По заявлению Forbes, сделанном в июле 2022 года, Малик Хатажаев стал собственником компании Lesta Games.
17 апреля 2025 года Таганский суд Москвы по иску Генпрокуратуры наложил арест на юрлица ГК «Леста Игры». 26 апреля прокуратура попросила суд "запретить деятельность объединения владельцев компаний «Леста Игры» Малика Хатажаева и Wargaming.net Виктора Кислого", а 3 июня суд признал Хатажаева и Кислого экстремистами и обратил в доход государства 100% долей в уставном капитале компаний ГК «Леста Игры».
Суд признал Кислого и Хатажаева как физических лиц экстремистами и запретил их деятельность на территории Российской Федерации в силу осуществления ими материальной поддержки антироссийской политики киевского режима. За счет своих доходов они финансировали фонды, специализирующиеся на закупке снаряжения для Вооруженных сил Украины.

## Личная жизнь
Женат, имеет четырёх детей.